# Гредіштя (комуна, Бреїла)
Гредіштя (рум. Grădiștea) — комуна у повіті Бреїла в Румунії. До складу комуни входять такі села (дані про населення за 2002 рік):
- Ібріану (848 осіб)
- Гредіштя (1467 осіб)
- Маралою (354 особи)

Комуна розташована на відстані 137 км на північний схід від Бухареста, 44 км на захід від Бреїли, 52 км на захід від Галаца, 145 км на схід від Брашова.

## Населення
За даними перепису населення 2002 року у комуні проживали 2669 осіб.
Національний склад населення комуни:
| Національність   | Кількість осіб | Відсоток |
| ---------------- | -------------- | -------- |
| румуни           | 2509           | 94,0%    |
| цигани           | 159            | 6,0%     |
| росіяни-липовани | 1              | < 0,1%   |

Рідною мовою назвали:
| Мова      | Кількість осіб | Відсоток |
| --------- | -------------- | -------- |
| румунська | 2526           | 94,6%    |
| циганська | 143            | 5,4%     |

Склад населення комуни за віросповіданням:
| Релігія                                       | Кількість осіб | Відсоток |
| --------------------------------------------- | -------------- | -------- |
| православні                                   | 2660           | 99,7%    |
| лютерани (Синодально-пресвітеріанська церква) | 1              | < 0,1%   |

## Зовнішні посилання
- Дані про комуну Гредіштя на сайті Ghidul Primăriilor [Архівовано 22 липня 2006 у Wayback Machine.]